# Hepatica bhagha
Hepatica bhagha là một loài bướm đêm trong họ Noctuidae.